# فرودگاه پینگتونگ
 فرودگاه پینگتونگ (به انگلیسی: Pingtung Airport) یک فرودگاه همگانی با کد یاتا PIF است که یک باند فرود آسفالت دارد و طول باند آن ۲۴۳۸ متر است. این فرودگاه در کشور تایوان قرار دارد و در ارتفاع ۲۴ متری از سطح دریا واقع شده است.